# Fort Saint Elmo
Fort Saint Elmo (malt. Forti Sant’Iermu) – fort gwiaździsty w Valletcie na Malcie. Stoi na brzegu morza na półwyspie Sciberras, rozdzielającym port Marsamxett od Grand Harbour, i zawiaduje, na równi z fortem Tigné i fortem Ricasoli, wejściem do obu portów. Fort jest najbardziej znany ze swojej roli podczas Wielkiego Oblężenia Malty w 1565 roku.

## Historia

### Podłoże historyczne i budowa

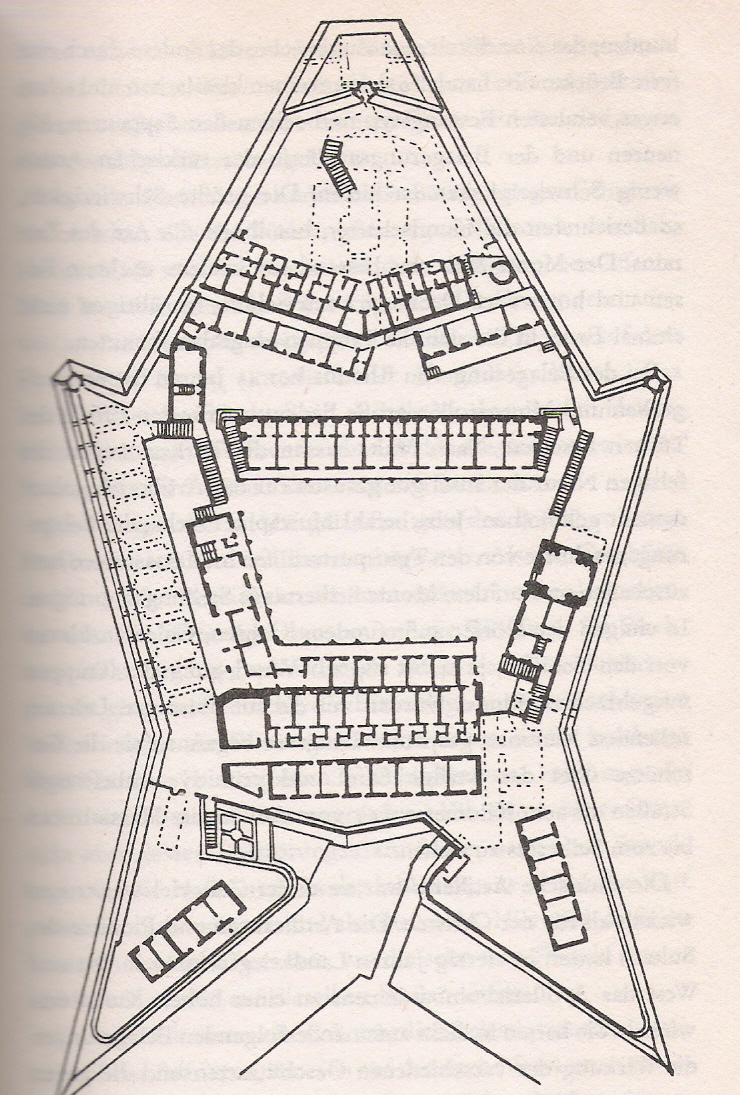
Plan Fortu Saint Elmo (dziś Upper St. Elmo).

W okolicach roku 1417 lokalna milicja miała już założony stały punkt obserwacyjny na końcu półwyspu Sciberras. W roku 1488 Aragończycy zbudowali wieżę obserwacyjną na Saint Elmo Point, dedykowaną Erazmowi z Formii, lepiej znanemu jako św. Elmo. W roku 1533 Rycerze Joannici wzmocnili wieżę ze względu na jej strategiczną pozycję. W roku 1551 miał miejsce najazd osmański, kiedy turecka flota wpłynęła niepowstrzymana do zatoki Marsamxett. W związku z tym zdecydowano, że potrzebna jest większa ekspansja, i w roku 1552 zburzono wieżę i rozpoczęto budowę nowego fortu gwiaździstego. Został on zaprojektowany przez czterech włoskich architektów, i posiadał nadszaniec, drogę na szczycie przeciwskarpy oraz kleszcze. Kilka miesięcy przed oblężeniem 1565 roku zbudowano naprędce rawelin.

### Wielkie Oblężenie 1565 roku

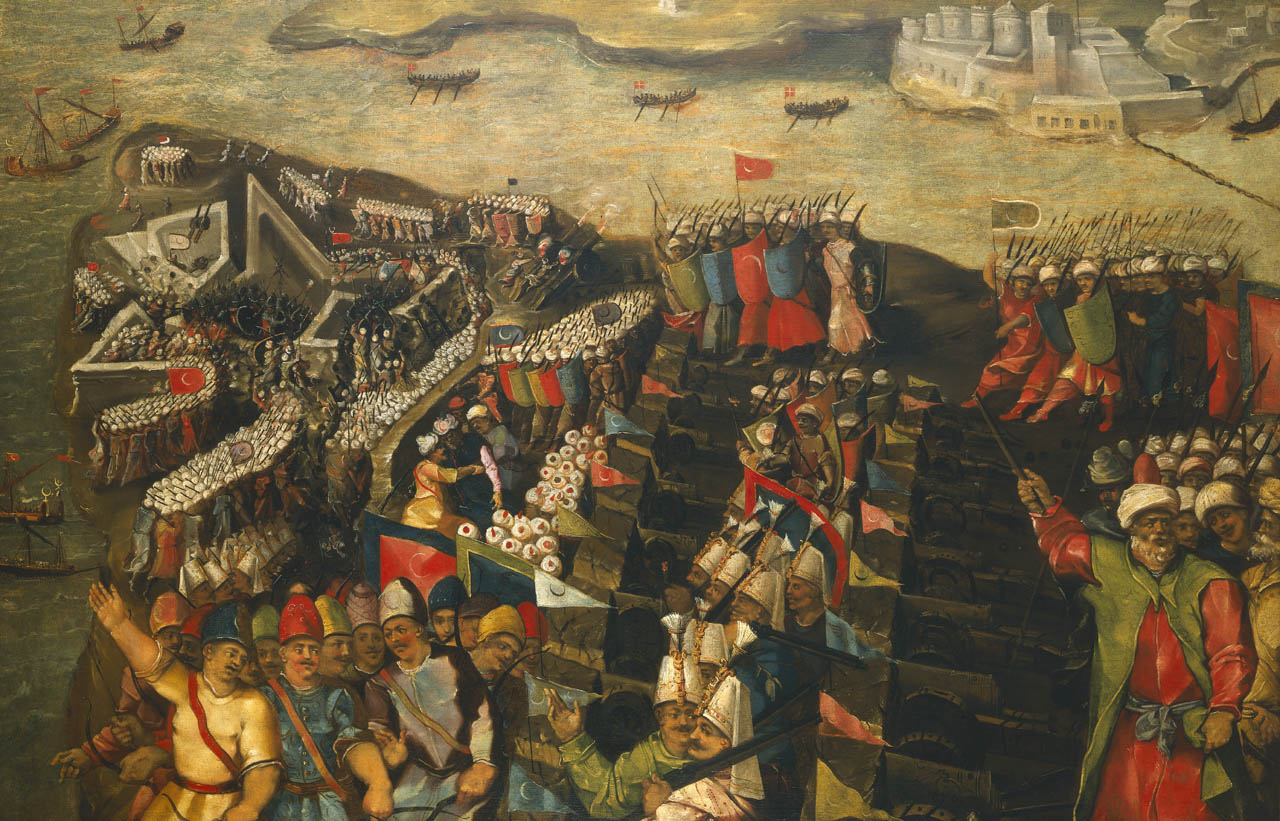
Matteo Perez d'Aleccio Oblężenie Malty – Zdobycie Fortu Saint Elmo

W roku 1565 Turcy osmańscy najechali Maltę kolejny raz, siłami dużo większymi niż w roku 1551. Fort Saint Elmo był sceną wielu poważnych walk oblężenia oraz wytrzymał ciężkie bombardowanie tureckich dział ustawionych ponad fortem na wzgórzu Sciberras oraz baterii z północnego ramienia portu Marsamxett, na miejscu dzisiejszego fortu Tigné. Początkowy stan garnizonu fortu wynosił około 150 rycerzy Zakonu i 600 żołnierzy, większość których była Hiszpanami, oraz 60 uzbrojonych niewolników z galer. Garnizon mógł być dozbrojony przy pomocy łodzi z fortów po drugiej stronie Grand Harbour – z Birgu i Senglei.
Podczas bombardowania fortu, jedna z tureckich armat wypaliła w osłonę (parapet), za którą stała, siejąc odłamkami na wszystkie strony. Gruz powstały z impetu uderzenia kuli zabił kanoniera i śmiertelnie zranił pirata na służbie tureckiej admirała Turguta Reisa, jednego z najzdolniejszych tureckich dowódców. Fort wytrzymał oblężenie przez 28 dni, poddając się Turkom 23 czerwca 1565 roku. Żaden z rycerzy-obrońców nie przeżył, jedynie dziewięciu Maltańczyków zdołało uciec po upadku fortu, przepływając wpław port Grand Harbour do fortu Saint Angelo. Długa obrona fortu dała czas, tak potrzebny do przygotowania innych fortec oraz nadejścia posiłków z Hiszpanii, które masakrując Turków odepchnęły ich od Malty.

### Odbudowa i modyfikacje
Po oblężeniu, Wielki Mistrz Jean Parisot de Valette zdecydował o budowie nowego miasta na półwyspie. Prace rozpoczęto w roku 1566, a papież przysłał swojego architekta Francesco Laparelliego, aby ten zaprojektował fortyfikacje. Zrujnowany fort St. Elmo został odbudowany i włączony w system murów obronnych miasta.

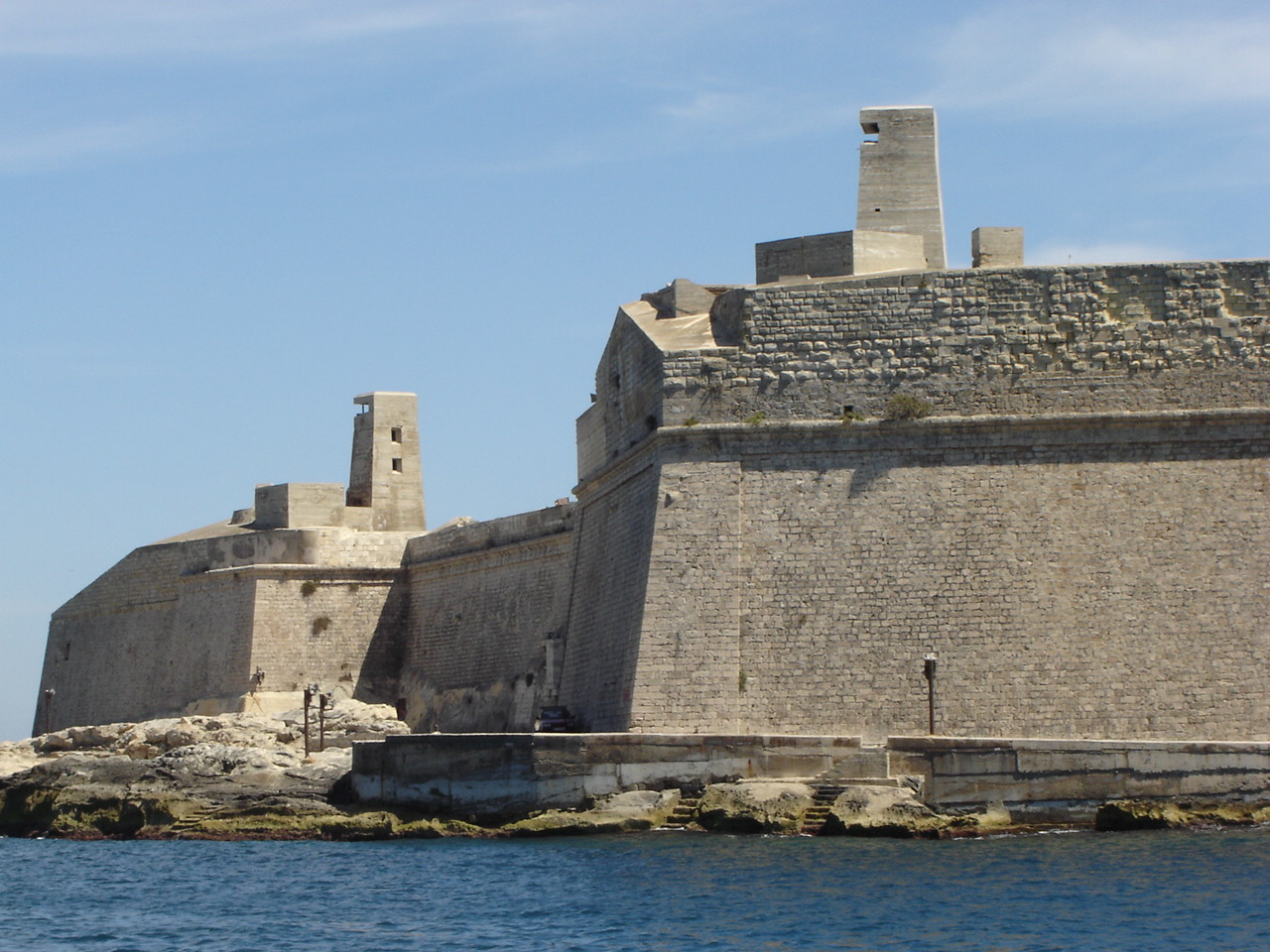
Carafa Enceinte (Centrum obronne Carafy). Wieże na szczytach bastionów to betonowe struktury obronne z okresu II wojny światowej.

W XVII wieku fort był kilkakrotnie modyfikowany. W roku 1614 zbudowany został Vendôme Bastion, a w roku 1687 na skale przybrzeżnej zbudowano Carafa Enceinte, osłaniające fort dookoła. W późnych latach XVII wieku fort został bezpośrednio połączony z nadszańcem, i część rowu obronnego została w czasie prac wypełniona, grzebiąc niektóre z oryginalnych murów obronnych. W XVIII wieku na bastionie Vendoma zbudowany został nowy magazyn prochu (polverista), a pomiędzy głównym fortem a Carafa Enceinte zbudowano składy. Znane są one jako Składy Pinto (Pinto Stores) i otaczają one teren znany jako Lower Saint Elmo.
8 września 1775 roku fort St. Elmo został zajęty przez 13 zbuntowanych księży, równocześnie z Saint James Cavalier w fortyfikacjach Valletty od strony lądowej, co znane jest jako powstanie księży. Flaga Zakonu została opuszczona, i zastąpiono ją chorągwią św. Pawła. Zakonowi udało się odbić fort, także rebelianci z przeciwnej strony miasta poddali się. Ostatecznie osądzono ich, trzech zostało straconych, reszta wygnana z wyspy lub uwięziona. Głowy trzech skazańców zostały wystawione na trzech rogach Saint James Cavalier, lecz zostały usunięte, kiedy w listopadzie tego samego roku Emmanuel de Rohan-Polduc został wybrany na Wielkiego Mistrza Zakonu.

### Rządy brytyjskie
Fort został zmodyfikowany raz jeszcze we wczesnych latach XIX wieku, kiedy Maltą władali Brytyjczycy. Zbudowano wtedy osłonę (parapet) dla muszkieterów. W roku 1855 magazyn prochu na bastionie Vendome został przerobiony na zbrojownię, a kilka niewielkich egzemplarzy broni zostało tu przeniesionych ze Zbrojowni Pałacowej. W latach 1870. wykonano większą ilość prac przy Abercrombie’s Bastion. W roku 1917 w forcie St. Elmo wykonano pierwszą na Malcie operację serca (pacjentem był żołnierz brytyjski). W okresie międzywojennym zbudowane zostały podstawy dział, przeznaczone do umieszczenia nowych podwójnych 6-funtowych dział szybkostrzelnych.
Dnia 11 czerwca 1940 roku fort był celem pierwszego lotniczego bombardowania Malty. Pośród ludzi, przebywających w forcie w czasie ataku był Ċensu Tabone, późniejszy prezydent Malty. W wyniku nalotu zginęło 6 osób.
26 lipca 1941 roku Włosi rozpoczęli atak morski na Grand Harbour. W skład sił ofensywnych wchodziły dwie żywe torpedy, cztery torpedowe łodzie motorowe MAS oraz sześć wybuchowych łodzi motorowych MT. Siły atakujące zostały dość wcześnie wykryte przez brytyjski ośrodek radarowy, i gdy Włosi znaleźli się w bliskiej odległości, artyleria z St. Elmo otworzyła ogień. Zginęło 15 Włochów, 18 schwytano, a wszystkie „żywe torpedy”, łodzie MT oraz dwie łodzie MAS zostały zniszczone. Jedna z łodzi MT trafiła w Saint Elmo Bridge, łączący falochron z końcem półwyspu w pobliżu fortu, powodując jego zawalenie się. Stan ten trwał do 2012, kiedy to zbudowano nowy, lecz innej konstrukcji most. W 2020 rozpoczęto renowację falochronu wraz z mostem.
Niektóre części fortu zostały mocno uszkodzone podczas wojny, i do dziś można zobaczyć ślady bombardowania. Jednostka Royal Malta Artillery opuściła fort 26 marca 1972 roku, zamykając jego długą historię militarną. Z biegiem czasu coraz większa część fortu przestawała być używana.

## Współcześnie

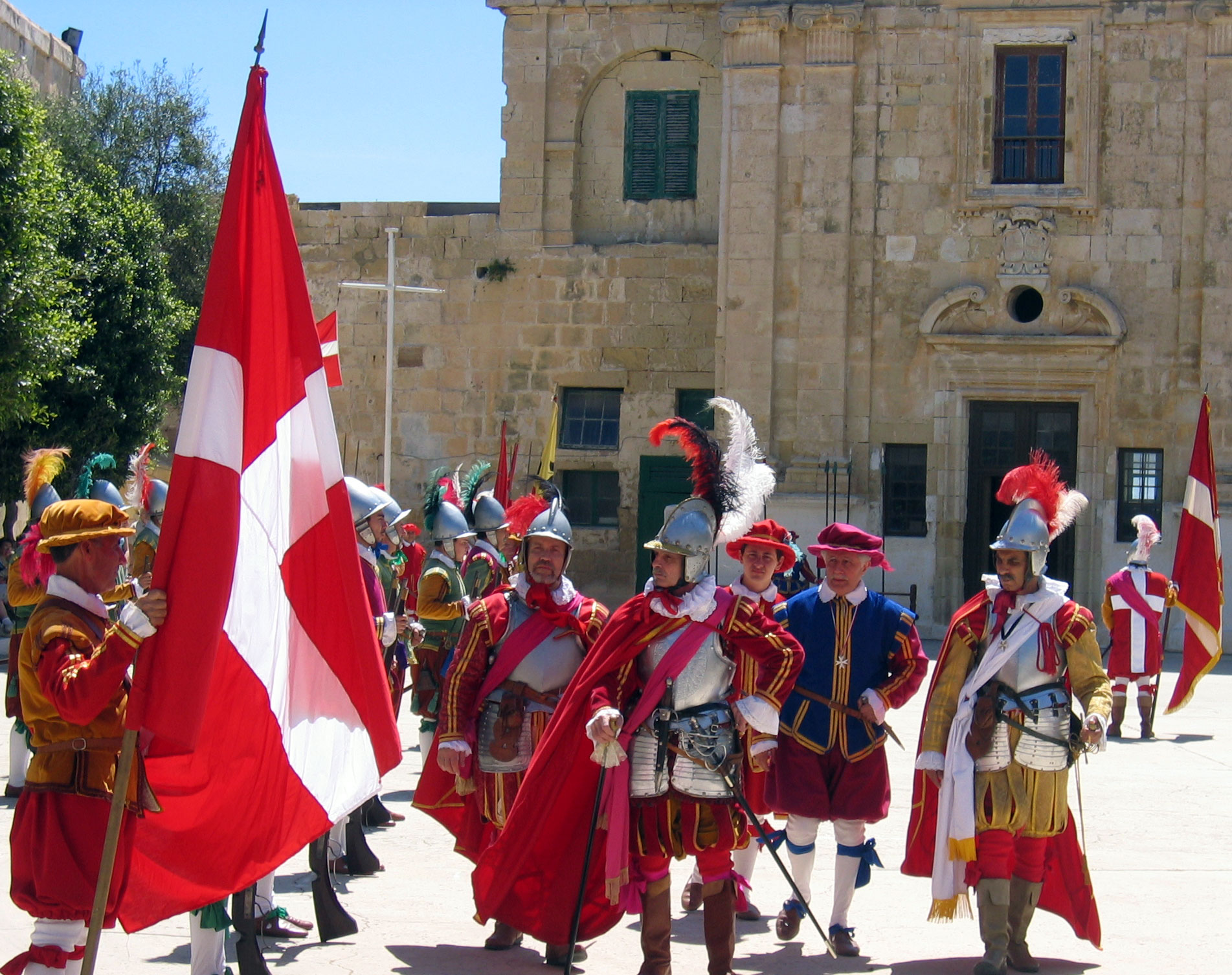
Parada In Guardia w Saint Elmo

World Monuments Fund umieścił Fort Saint Elmo na swojej 2008 Watch List, zawierającej 100 najbardziej zagrożonych miejsc na świecie ze względu na pogorszenie się ich stanu z powodu takich czynników, jak brak konserwacji i bezpieczeństwa, naturalne starzenie się oraz ekspozycję na czynniki atmosferyczne. W roku 2009 rozpoczęto wielkie prace restauracyjne, i do roku 2014 odnowa Upper Saint Elmo oraz Carafa Enceinte była prawie zakończona. Prace nad odnowieniem fortu zostały zakończone w roku 2015. Lower Saint Elmo został wyczyszczony ze śmieci, nagromadzonych tam przez lata, a Grand Harbour Regeneration Corporation planuje rozpoczęcie odnawiania.

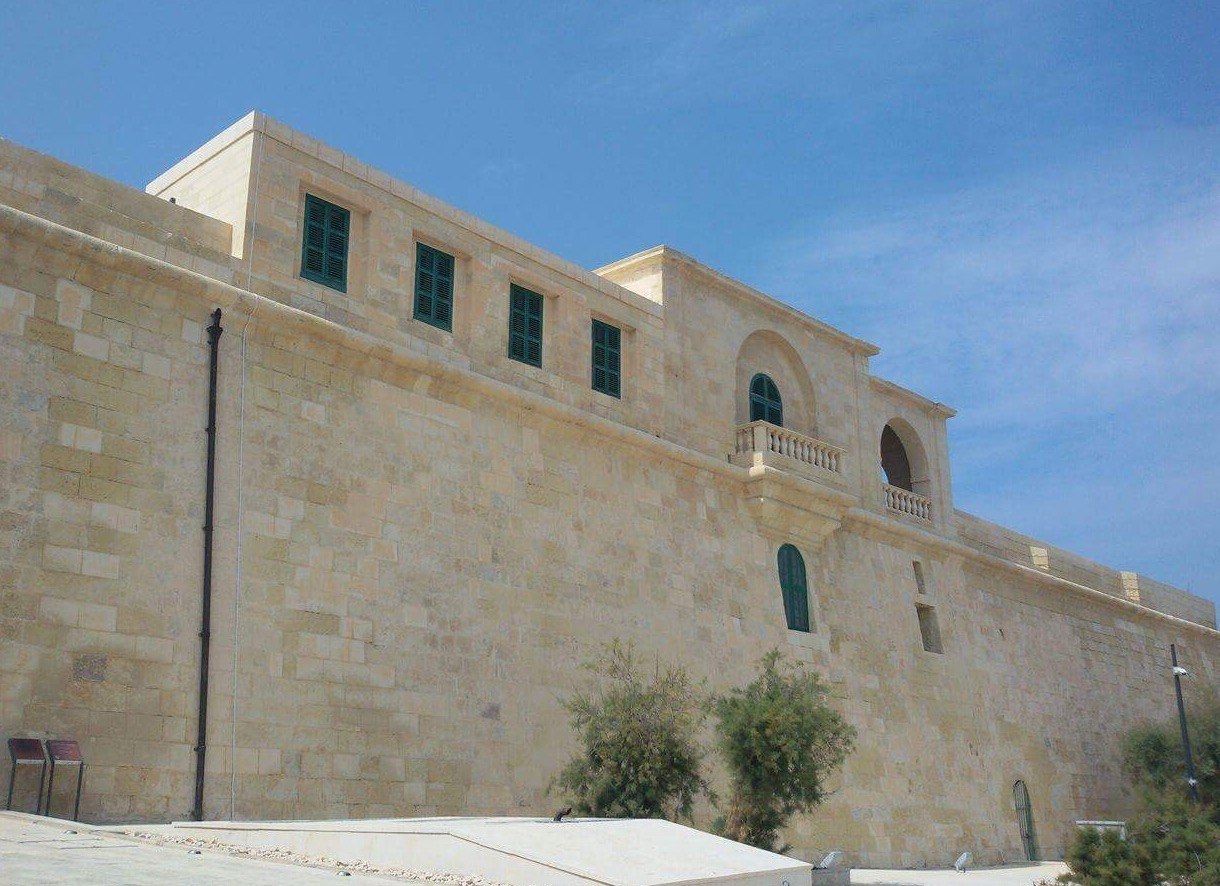
Fort Saint Elmo po odnowieniu i inauguracji jako muzeum

Od roku 1975 w części fortu mieściło się National War Museum (Narodowe Muzeum Wojny), w którym znajdowało się wyposażenie wojskowe oraz inne artefakty, powiązane z I i II wojną światową. W zasobach muzeum znajdowała się również kopia George Cross, którym Malta została Odznaczenie Malty Krzyżem Jerzego przez króla Jerzego VI w kwietniu 1942 roku. Muzeum zostało zamknięte we wrześniu 2014 roku, a otwarto je powtórnie w maju 2015 roku, z dużo większą kolekcją.
Od połowy XX wieku w forcie Saint Elmo mieści się również akademia policyjna. Inne części fortu wykorzystywane są również do rekonstrukcji wojskowych In Guardia i Alarme.
Podczas restauracji fortu wykonano szereg prac archeologicznych, i odkryto różne elementy pochodzące z oryginalnego fortu sprzed 1565 roku. Te znaleziska są bardzo ważne, gdyż niewiele pozostało po pierwotnym forcie, który został bardzo przebudowany przez Laparelliego w roku 1566, a także uległ zmianom pomiędzy XVII a XIX wiekiem.
W listopadzie 2015 roku fort był wykorzystywany jako centrum medialne podczas „Valletta Summit on Migration”. Dziennikarze zagraniczni stwierdzili, że było to prawdopodobnie „najwspanialsze miejsce, kiedykolwiek goszczące szczyt Unii Europejskiej”.

## Wygląd fortu

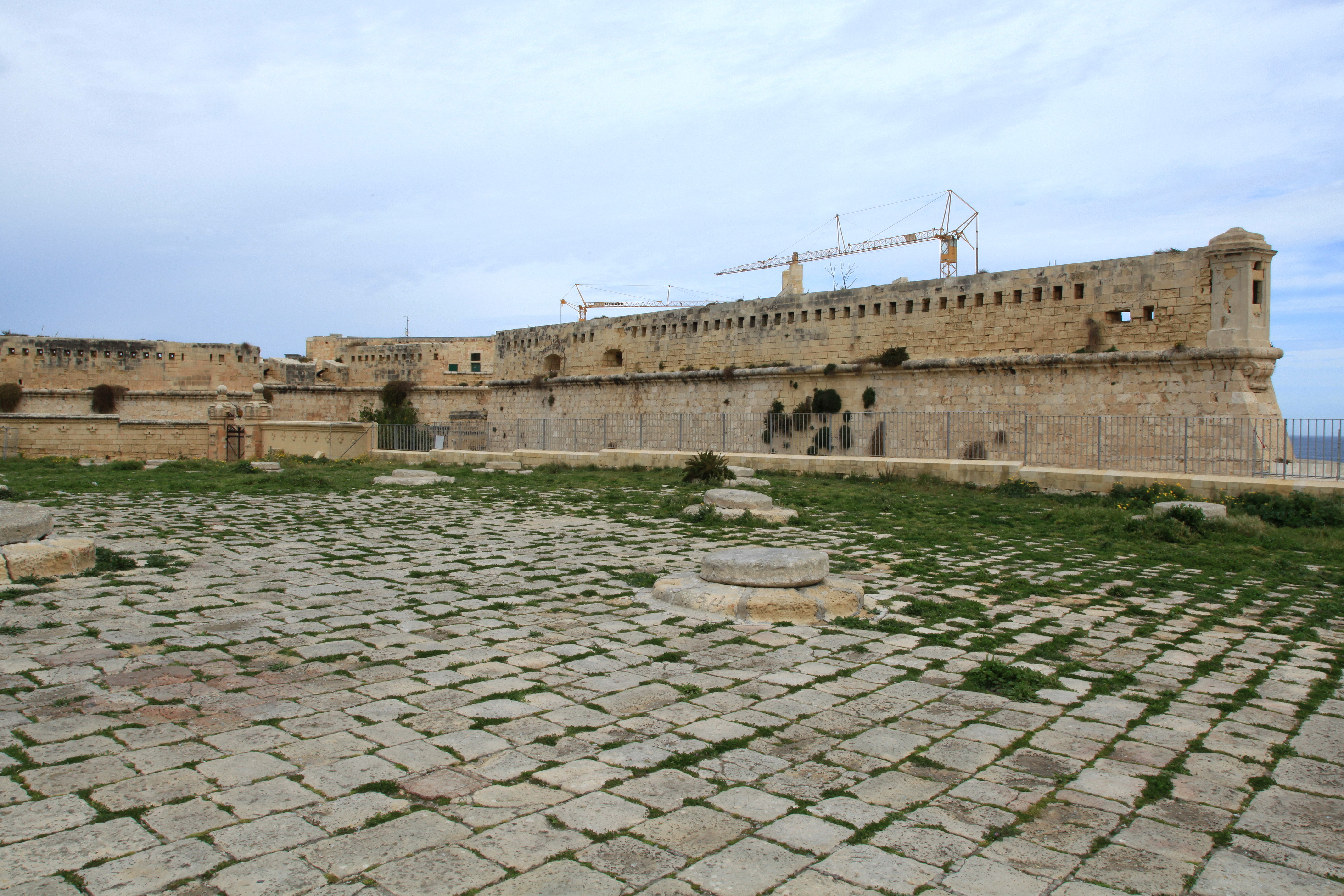
Lewy półbastion Fortu St. Elmo, przed renowacją

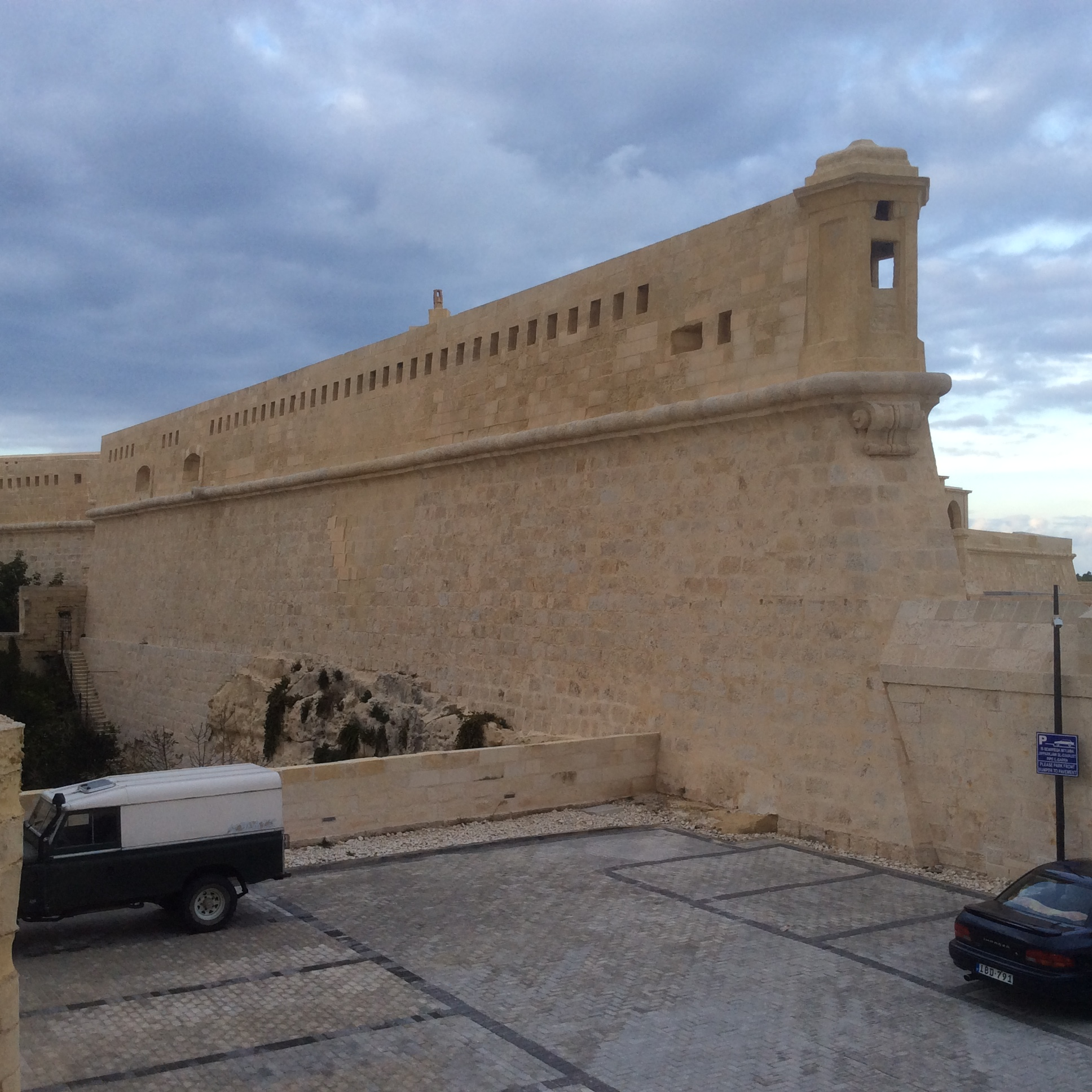
Fort St. Elmo po renowacji

Oryginalny fort gwiaździsty, czasem znany jako Upper Saint Elmo (Górny St. Elmo) z powodu górowania nad pozostałą częścią fortu, składa się z dwóch półbastionów, dwóch flank i dwóch czół, placu parad/musztry, koszar i olbrzymiego nadszańca. Fort posiadał oryginalnie również rawelin, lecz ten został zburzony podczas odbudowy po Wielkim Oblężeniu 1565 roku.
Po wybudowaniu fortyfikacji Valletty, w roku 1614 postawiono Vendôme Bastion, który połączył French Curtain z fortem St. Elmo. Bastion posiada bartyzanę, w czasach późniejszych przekształcono go w magazyn, następnie zbrojownię. Bastion jest teraz częścią National War Museum.
Carafa Enceinte (Centrum obronne Carafy), którego budowę rozpoczęto w roku 1687, zawiera oryginalny fort, jak również Vendôme Bastion. Składa się z następujących bastionów i murów osłonowych (kurtyn):
- St. Gregory Bastion (Bastion św. Grzegorza) – asymetryczny bastion z długim lewym murem czołowym. Został zmodyfikowany przez Brytyjczyków, aby pomieścić 6-funtowe działa szybkostrzelne(inne języki)[22].
- St. Gregory Curtain (Kurtyna św. Grzegorza) – mur osłonowy łączący Bastion św. Grzegorza z Bastionem Niepokalanego Poczęcia. Zawiera szereg brytyjskich stanowisk dział[23].
- Conception Bastion (Bastion Niepokalanego Poczęcia), znany również jako Ball’s Bastion (Bastion Balla) – mały bastion pięcioboczny, zawierający kilka stanowisk dział, magazyny i pomieszczenia dla obsługi dział. W nadbudowie bastionu pochowany został sir Alexander Ball[24].
- Sta. Scholastica Curtain (Kurtyna św. Scholastyki) – mur osłonowy łączący Bastion Niepokalanego Poczęcia i Bastion św. Jana. Zawiera stanowisko dla działa RML 12,5 cala 38 ton(inne języki), na równi z innymi brytyjskimi modyfikacjami[25].
- St. John Bastion (Bastion św. Jana), znany również jako Abercrombie’s Bastion (Bastion Abercombiego) – duży asymetryczny bastion na St. Elmo Point, czubku półwyspu Sciberras. Bastion zawiera szereg brytyjskich stanowisk dział oraz magazyny. W bastionie pochowany został sir Ralph Abercromby[26].
- St. Ubaldesca Curtain (Kurtyna św. Ubaldeski), również znana jako Abercrombie’s Curtain (Kurtyna Abercrombiego) – długi mur osłonowy łączący Bastion św. Jana z Bastionem św. Łazarza w Grand Harbour enceinte. Zawiera szereg brytyjskich stanowisk dział[27].

Na placu pomiędzy Upper St. Elmo a Carafa Enceinte znajduje się szereg budynków koszarowych.

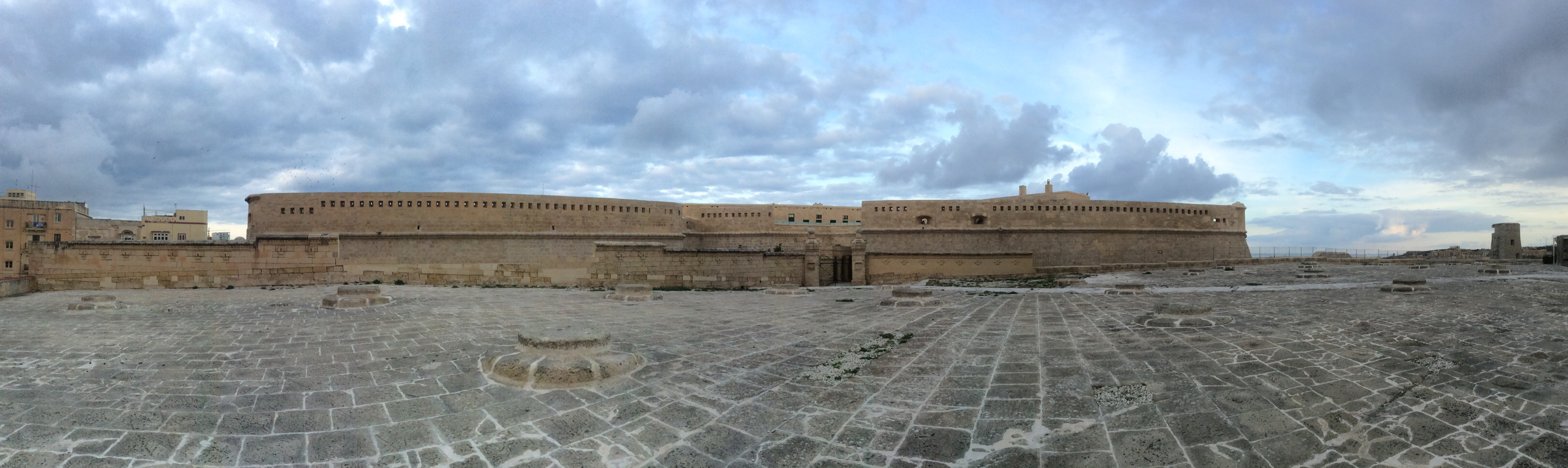
Widok Fortu St. Elmo

## W popkulturze
- Lower Saint Elmo został przedstawiony jako tureckie więzienie w filmie z roku 1978 Midnight Express[28].
- Fort jest wzmiankowany w powieści-trillerze A.J. Quinnella Man on Fire z 1980 roku (wyd. polskie 2000 „Człowiek w ogniu”). Główny bohater Creasy trenuje w forcie wraz z AFM.
- Fort Saint Elmo został przedstawiony na maltańskich znaczkach z roku 1980 oraz 2003, a także na znaczku UNESCO z 1981 roku.
- Popularna maltańska grupa folkowa Etnika(inne języki) dała w forcie trzy koncerty w dniach 31 lipca, 1 i 2 sierpnia 2003 roku, zatytułowane „Bumbum”, które przyciągnęły tysiące imprezowiczów, chętnych do słuchania współczesnej maltańskiej muzyki ludowej.
- W popularnej grze strategicznej w czasie rzeczywistym Age of Empires III, wypuszczonej w roku 2005, zadaniem na pierwszym poziomie jest obrona fortu na Malcie przed atakami Turków. Miejscem akcji wydaje się być fort Saint Elmo.
- Pierwsza część teledysku z 2008 roku maltańskiej piosenkarki z Gozo Moreny pt. „Vodka”, został sfilmowany w Lower Saint Elmo (w tej samej części fortu, w której był filmowany Midnight Express).
- Fort jest również wzmiankowany w noweli Davida Webera i Erica Flinta Kocioł duchów (ang. Cauldron of Ghosts), jako część listy ‘ostatnich trybun’ w całej historii.
- Fort gra również kluczową rolę w powieści Simona Scarrowa Sword and Scimitar.

## Ochrona wartości kulturowych
Fort Saint Elmo umieszczony jest na liście National Inventory of the Cultural Property of the Maltese Islands pod nr 1686.